# Aspis Island
Aspis Island ist eine kleine, maximal 15 m hohe Felseninsel im Archipel der Südlichen Shetlandinseln. Sie ist die östlichste der Dunbar-Inseln vor der Nordostküste der Livingston-Insel.
Das UK Antarctic Place-Names Committee benannte sie 1998 nach dem Schlangenwesen Aspis aus der griechischen Mythologie.